# Thana-hágó
A Thana-hágó (albán Qafa e Thanës, a. m. ’Som-hágó’) hágó Albánia délkeleti részén, amely a Mokra-vidék középhegységi láncain való átjutást biztosítja a Shkumbin felső völgye, a Domosdovai-fennsík és az Ohridi-tó tektonikus medencéje között, 937 méteres tengerszint feletti magasságban. A hágón át vezet a Tiranát Elbasanon keresztül Korçával összekötő SH3-as jelű főút, valamint a szintén Tiranából kiinduló vasútvonal napjainkban már csak teherszállításra használt Librazhd és Pogradec közötti szakasza. A hágótól északra, az SH3-asról leágazó E852-es úton található a legnagyobb átmenőforgalmat lebonyolító albán–macedón határátkelőhely, Qafë-Thana. A hágó és a határátkelőhely egyaránt Korça megye Pogradec községében, Udenisht alközség területén fekszik.
A hágó már az ókorban is ismert volt, az Illíria római meghódítását követően felépült kereskedelmi és hadi út, a Via Egnatia is itt vezetett át a hegyláncokon, és ment tovább Lychnidus (a mai Ohrid) irányába. A hágón átvezető korabeli út nyomai helyenként még ma is láthatóak. A hágó korabeli neve az Itinerarium Burdigalense tanúsága szerint Clavdanon volt, egyes elméletek szerint ebből alakult ki mai albán neve is.